# 亚瑟·杜威·斯特鲁布尔
亚瑟·杜威·斯特鲁布尔或史樞波（英語：Arthur Dewey Struble；1894年6月28日—1983年5月1日），是美国的海军上将，参加过第二次世界大战和朝鲜战争，担任美国第七舰队司令，1956年7月退役。